# Amblyglyphidodon silolona
Amblyglyphidodon silolona là một loài cá biển thuộc chi Amblyglyphidodon trong họ Cá thia. Loài này được mô tả lần đầu tiên vào năm 2012.

## Từ nguyên
Từ định danh của loài được đặt theo tên của con tàu hạng sang M. Y. Silolona, để tri ân sự hào phóng của chủ tàu là Patti Seery đã tạo cơ hội cho các tác giả nghiên cứu thực địa ở khu vực Đông Ấn.

## Phạm vi phân bố và môi trường sống
A. silolona hiện chỉ được biết đến tại quần đảo Andaman. Loài này sinh sống tập trung gần những rạn san hô nhánh, đặc biệt là san hô của chi Acropora, độ sâu đến ít nhất là 12 m.

## Mô tả
A. silolona có chiều dài cơ thể tối đa được ghi nhận là gần 7 cm. Cơ thể A. silolona trưởng thành ánh màu bạc, vùng bụng và ngực màu vàng. Gai vây lưng, vây bụng và một phần vây hậu môn trước có màu vàng tươi. Vây ngực trong mờ, có đốm đen ở gốc vây. Vây đuôi trong mờ, có viền vàng (cá con) hoặc hơi đen (cá lớn) ở rìa trên và dưới. A. silolona có kiểu màu tương tự với Amblyglyphidodon orbicularis, tuy nhiên vây lưng của A. orbicularis không có màu vàng như A. silolona.
Số gai ở vây lưng: 13; Số tia vây ở vây lưng: 12; Số gai ở vây hậu môn: 2; Số tia vây ở vây hậu môn: 13; Số tia vây ở vây ngực: 17; Số vảy đường bên: 14–16; Số lược mang: 22–26.

## Sinh thái học
Cũng như những loài Amblyglyphidodon khác, A. silolona bố và mẹ có nhiệm vụ bảo vệ và chăm sóc những quả trứng. Trứng có độ dính và bám trên các nhánh san hô.